# Foot 3
Foot 3 était une émission-magazine de football sur France 3, qui fut diffusée chaque lundi du 30 juillet 2001 au 24 mai 2004.
L'émission était présentée par Christophe Josse et Valérie Pérez. D'une durée de 35 minutes environ l'émission fut programmé dans un premier temps à 20h15 juste après Tout le sport. À partir du 5 août 2002 l'émission changea de case horaire pour être diffusée vers 17h50. L'émission était produite par Charles Biétry.
Avec l'aide des stations régionales de France 3, l'émission traitait de l'actualité de la Ligue 1 et la Ligue 2 avec des reportages et des interviews.